# Ginnastica artistica al XVI Festival olimpico estivo della gioventù europea
Le competizioni di ginnastica artistica al XVI Festival olimpico estivo della gioventù europea si sono svolte dal 26 al 30 luglio 2022 a Banská Bystrica, in Slovacchia

## Podi

### Ragazzi
| Evento                 | Oro                   | Argento           | Bronzo                   |
| Individuale All-around | Radomyr Stelmakh      | Riccardo Villa    | Matteo Giubellini        |
| Team All-around        | Italia                | Regno Unito       | Svizzera                 |
| Parallele              | Jukka Ole Nissinen    | Bozhidar Zlatanov | Radomyr Stelmakh         |
| Cavallo con maniglie   | Kristijonas Padegimas | Radomyr Stelmakh  | Alfred Schwaiger         |
| Corpo libero           | Danny Crouch          | Radomyr Stelmakh  | Amine Abaidi             |
| Anelli                 | Luis Il-Sung Melander | Dmytro Prudko     | Paco Fernandes Henriques |
| Sbarra                 | Dmytro Dotsenko       | Danny Crouch      | Davide Oppizzio          |
| Volteggio              | Joona Reiman          | Bozhidar Zlatanov | Tommaso Brugnami         |

### Ragazze
| Evento                 | Oro              | Argento                  | Bronzo                 |
| Team All-around        | Romania          | Germania                 | Italia                 |
| Individuale All-around | Helen Kevric     | Amalia Puflea Taco       | Lilou Viallat          |
| Parallele asimmetriche | Martina Pieratti | Helen Kevric             | Meolie Maria Jauch     |
| Corpo libero           | Amalia Puflea    | Helen Kevric July Marano | Non assegnato          |
| Trave                  | Amalia Puflea    | Anna Lashchevska         | Arianna Grillo         |
| Volteggio              | Helen Kevric     | Ruby Evans               | Sara Bergmann Jacobsen |

### Misto
| Evento        | Oro    | Argento  | Bronzo  |
| Gara a coppie | Italia | Germania | Ucraina |